# St. Konrad (Vaalserquartier)

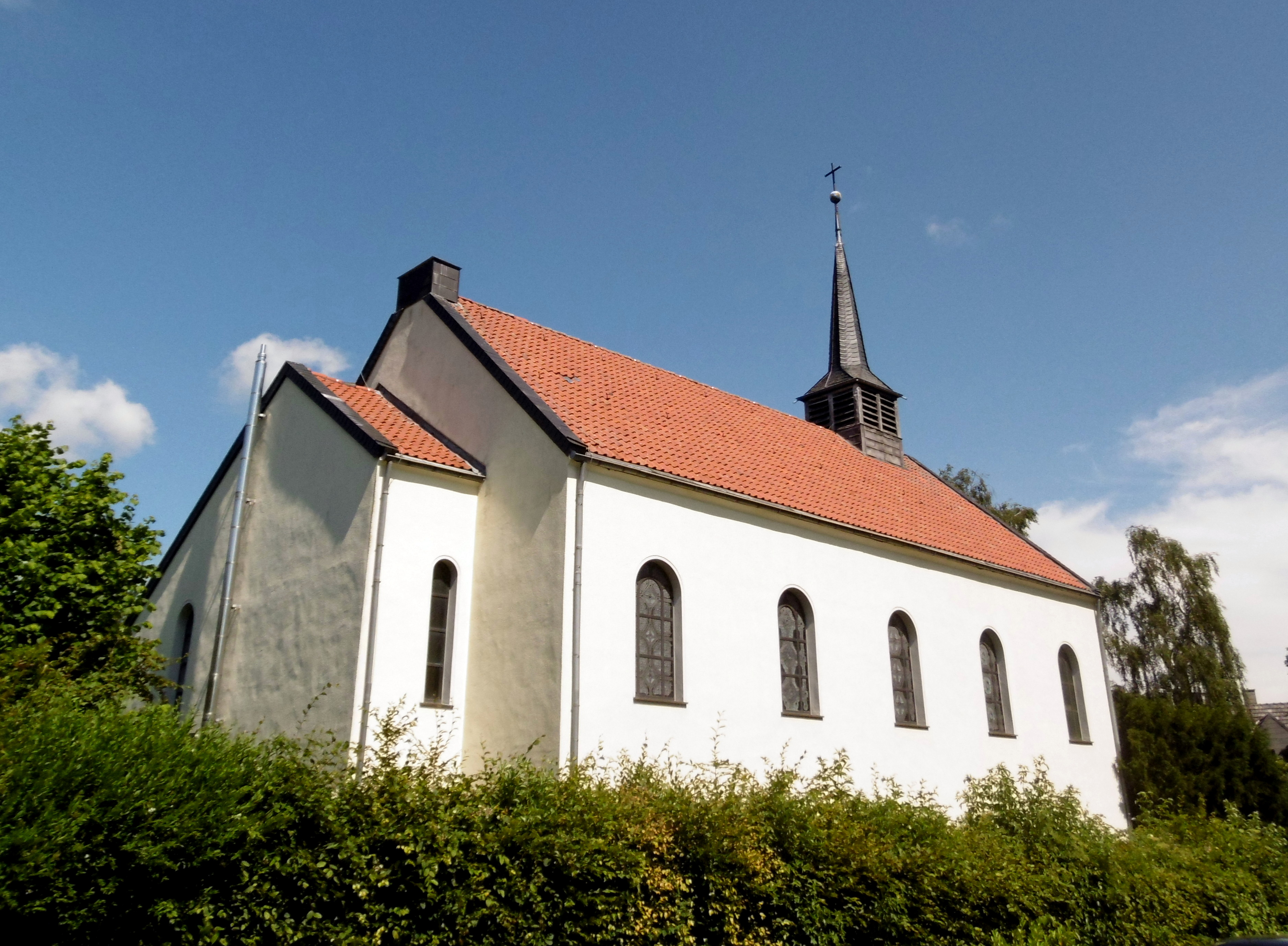
St. Konrad in Vaalserquartier

St. Konrad ist eine römisch-katholische Pfarrkirche in Vaalserquartier, einem Stadtteil der Stadt Aachen in der Städteregion Aachen in Nordrhein-Westfalen. Sie wurde zwischen 1948 und 1951 nach Plänen von Wilhelm Jacobs erbaut. Zur Pfarre zählen auch die Filialkirche St. Philipp Neri sowie Gut Kullen, Paffenbroich, Seffent und Gaßmühle.

## Geschichte
Vaalserquartier besaß lange kein eigenes Gotteshaus und gehörte zur Pfarre St. Jakob. Da St. Jakob aber recht weit entfernt ist, übernahmen Patres des Redemptoristenordens aus dem benachbarten niederländischen Vaals 1934 die Seelsorge. Die Gottesdienste für die Bewohner vom Vaalserquartier fanden in der Pfarrkirche St. Paulus in Vaals statt. Dies änderte sich 1940, da die niederländische Grenze im Zuge des Zweiten Weltkrieges geschlossen wurde. Die Gottesdienste fanden fortan in der Klosterkirche St. Franziskus auf dem Westfriedhof statt. Ab 1943 war auch ein eigener Seelsorger für Vaalserquartier zuständig, jedoch fehlte nach wie vor eine eigene Kirche. Am 1. September 1945 wurde Vaalserquartier zum Rektorat erhoben; der zuständige Rektor unterstand nach wie vor dem Pfarrer von St. Jakob.
Kurz nach der Währungsreform konnte der Bau einer eigenen Kirche verwirklicht werden. Die Pläne zum Neubau schuf Architekt Wilhelm Jacobs. Der Grundstein wurde am 21. November 1948 gelegt. Die Kirche wurde am 11. November 1951 vom Aachener Bischof Johannes Joseph van der Velden geweiht. Die Erhebung zur eigenständigen Pfarrei und endgültige Loslösung von St. Jakob erfolgten am 1. Oktober 1955.
1978 erfolgte ein Umbau der Kirche nach Plänen von Erich Heyne.

## Baubeschreibung
St. Konrad ist eine einschiffige Saalkirche aus Bruch- und Backsteinen in Formen der Moderne.

## Ausstattung
Die Buntglasfenster aus den Jahren 1975 und 1983 sind Werke von Wilhelm Buschulte. Die 14 Kreuzwegstationen schuf der aus den Niederlanden stammende Bildhauer Heinrich Püts, die Ewig-Licht-Ampel fertigte Fritz Schwerdt und die 7 Bronzeleuchter sowie den Osterleuchter schuf Peter Hodiamont.

## Orgel
Die Orgel ist ein Werk der Aachener Orgelbauanstalt Georg Stahlhuth aus dem Jahr 1990 mit 12 Registern auf zwei Manuale und Pedal verteilt.
| I Hauptwerk C–g3 |       |
| Rohrflöte        | 8′    |
| Principal        | 4′    |
| Quinte           | 2 ⁄3′ |
| Octave           | 2′    |
| Terz             | 1 ⁄3′ |
| Mixtur III–IV    | 1 ⁄3′ |

| II Schwellwerk C–g3 |       |
| Holzgedeckt         | 8′    |
| Blockflöte          | 4′    |
| Flageolet           | 2′    |
| Larigot             | 1 ⁄3′ |

| Pedal C–f1 |     |
| Subbaß     | 16′ |
| Gedecktbaß | 08′ |

- Koppeln: II/I, I/P, II/P

## Glocke
Im Dachreiter von St. Konrad befindet sich eine Bronzeglocke, die 1951 von Petit & Gebr. Edelbrock in Gescher gegossen worden ist. Der Schlagton ist f′′.

## Pfarrer
Folgende Priester wirkten bislang als Rektor (bis 1955) bzw. als Pastor an St. Konrad:
- 1945–1975: Johannes Thoma
- 1975–1983: Wilhelm Losberg CO
- 1984–2016: Bernhard Föhr CO
- 2021–2023: Thorsten Aymanns
- 2023–2024: Josef Wolff
- Seit 2024: Frank Hendriks (Pfarradministrator)